# Préalpes du Dauphiné

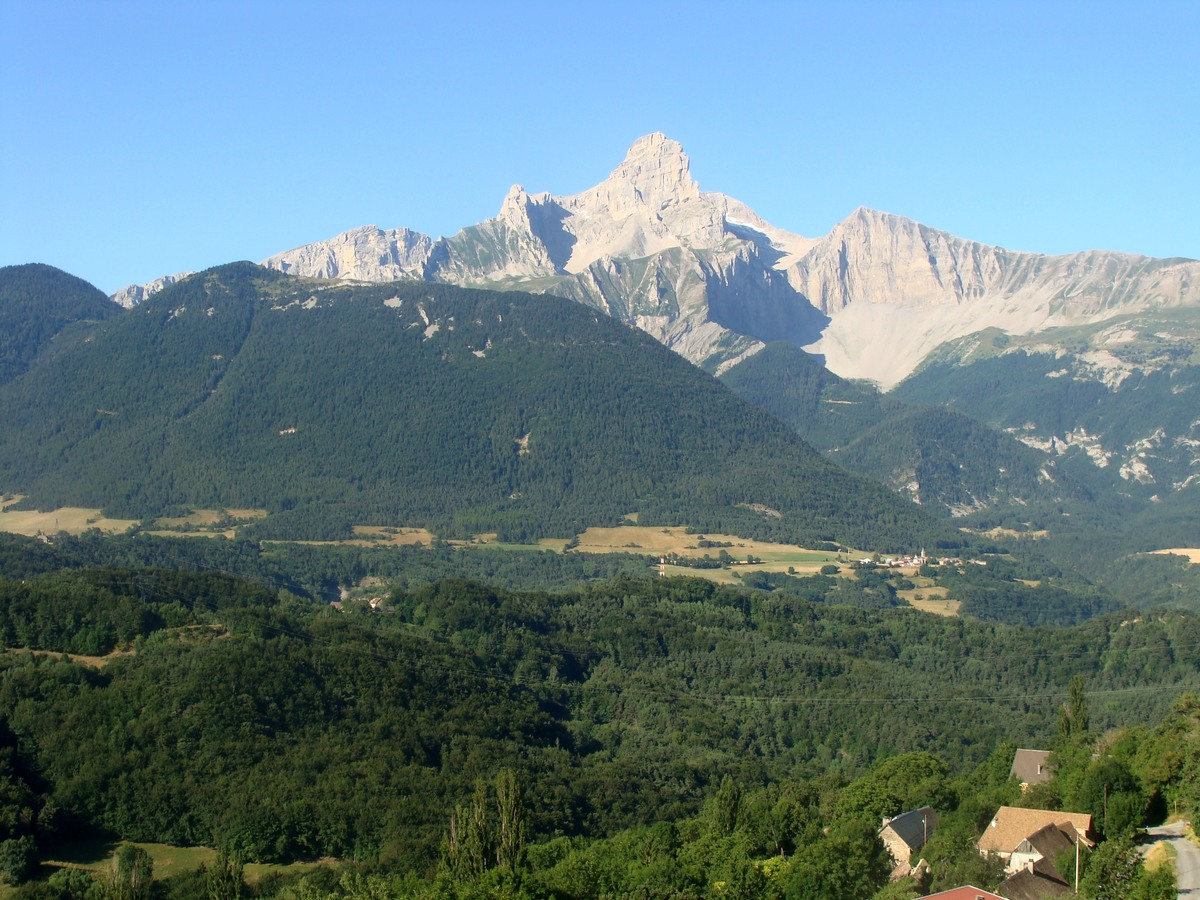
Grande Tête de l’Obiou

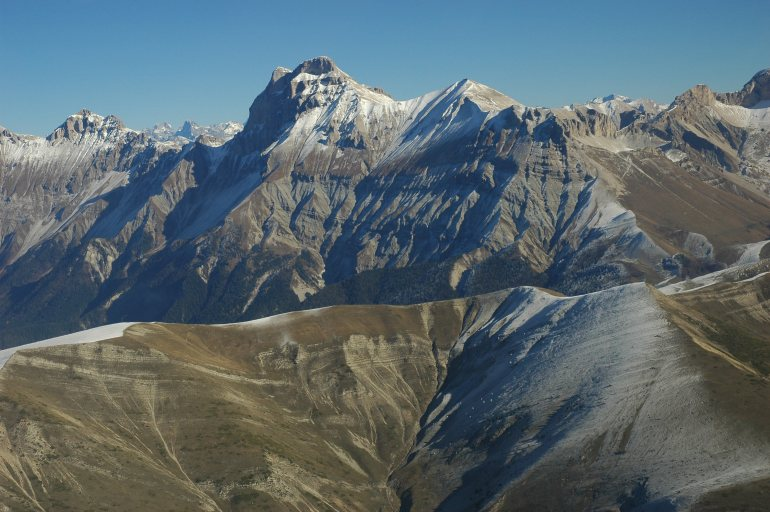
Grand Ferrand

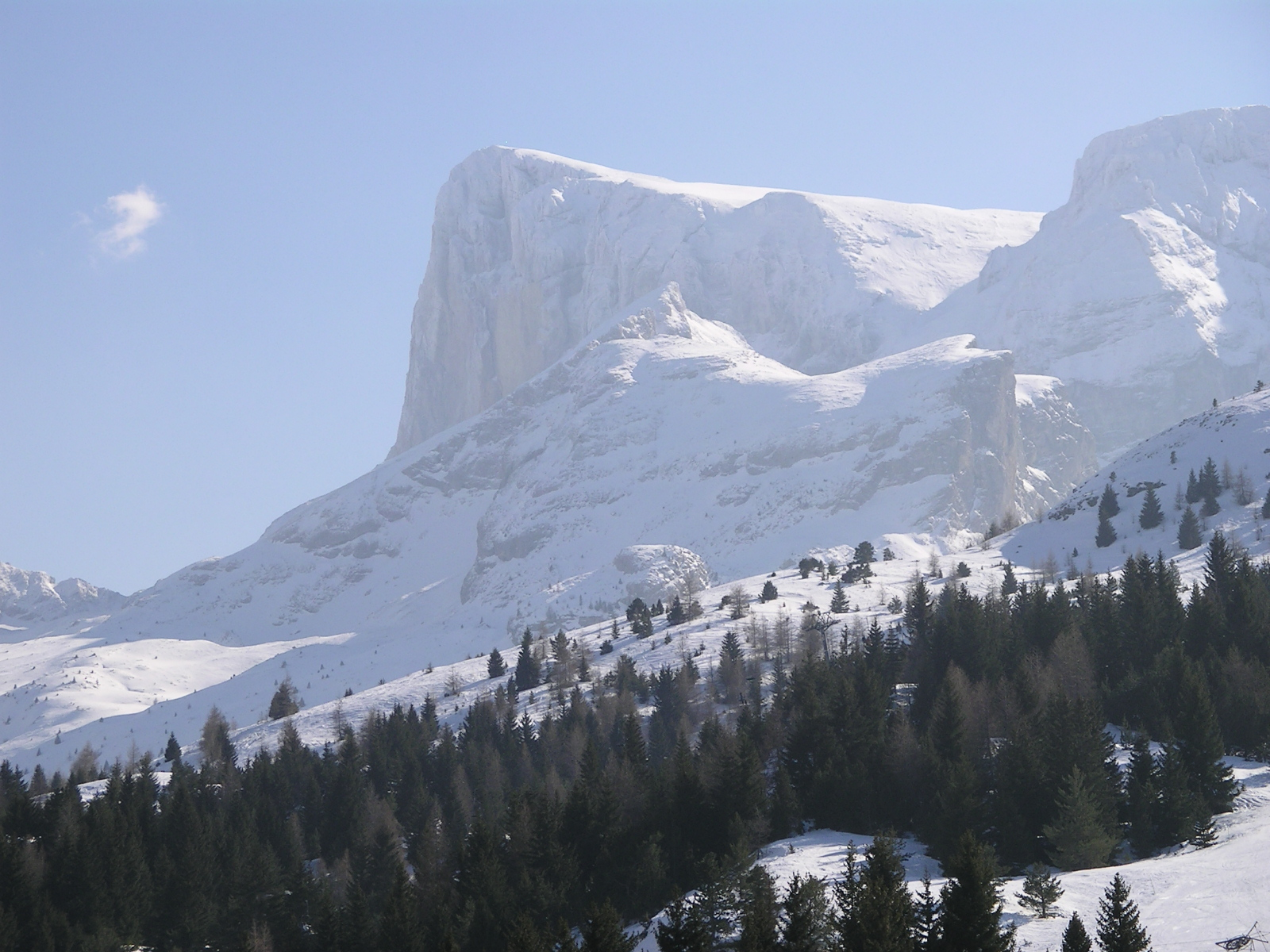
Pic de Bure

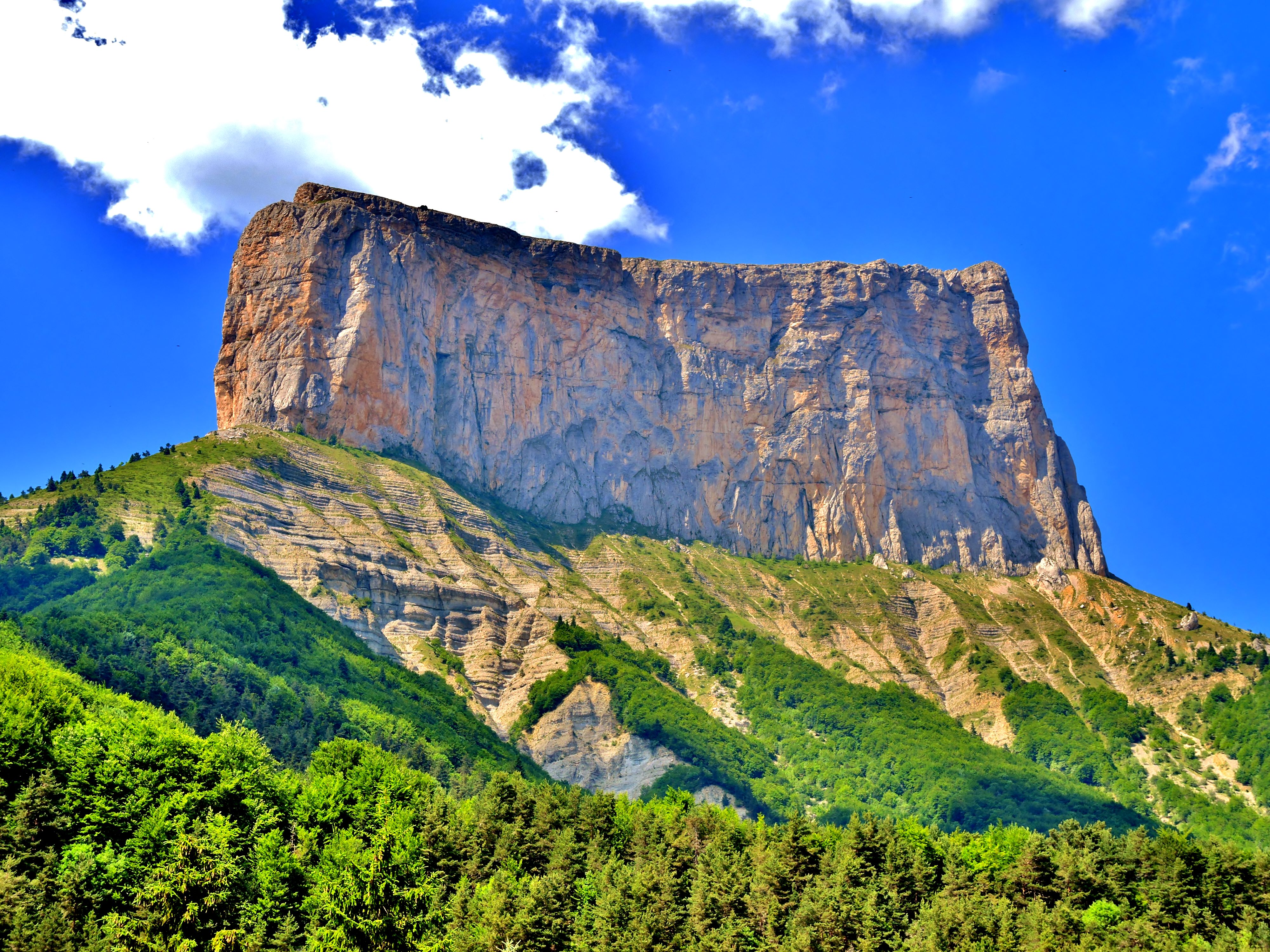
Mont Aiguille

Préalpes du Dauphiné – pasmo górskie, część Alp Zachodnich. Leży w południowo-wschodniej Francji. Jest to najbardziej na zachód wysunięta część Alp.  Od Alp Delfinackich oddziela je przełęcz Col Bayard. Na południu sąsiadują z Alpami Prowansalskimi i Préalpes de Provence, na północnym wschodzie z Prealpami Sabaudzkimi, a od zachodu i północnego zachodu ogranicza je rzeka Rodan. Najwyższym szczytem pasma jest Grande Tête de l’Obiou, który osiąga wysokość 2789 m.
Pasmo to dzieli się na następujące podgrupy:
- Masyw Dévoluy,
- Vercors,
- Masyw Diois,
- Masyw Baronnies,
- Prealpy na zachód od Gap.

Najwyższe szczyty:
- Grande Tête de l’Obiou – 2789 m,
- Grand Ferrand – 2759 m,
- Pic de Bure – 2709 m,
- Tête de la Cavale – 2697 m,
- Tête de la Cluse – 2683 m,
- Dent d'Aurouze – 2679 m,
- Bonnet de l'Evêque – 2663 m,
- Tête de l'Aupet – 2627 m,
- Tête des Pras Arnaud – 2617 m,
- Tête d'Aurouze – 2587 m,
- Tête de Lapras – 2584 m,
- Rougnou – 2577 m,
- Tête de Collier – 2568 m,
- Roc Roux – 2566 m,
- Montagne de Féraud – 2565 m,
- Tête de Claudel – 2563 m,
- Agards – 2556 m,
- Tête des Chaux – 2521 m,
- Tête de Vallon Pierra – 2516 m,
- Nid – 2509 m.